# Polyplectron malacense
El espolonero malayo (Polyplectron malacense) es una especie de ave galliforme de la familia Phasianidae antaño presente en buena parte de Indochina; hoy sólo es posible encontrarlo en las selvas de la península malaya. No se conocen subespecies.